# Болярско
Боля̀рско е село в Югоизточна България, община Тунджа, област Ямбол.

## География
Село Болярско се намира на около 13 km запад-югозападно от град Ямбол и 29 km изток-югоизточно от град Нова Загора. Разположено е в северозападната част на Ямболското поле, северно от Светиилийските възвишения. Климатът е преходноконтинентален, почвите в землището са преобладаващо излужени смолници и типични канелени горски почви. Селото е застроено върху много равен терен, с наклони предимно около и под 1%. Надморската височина в центъра на селото е около 147 m.
В землището на Болярско има два регистрирани микроязовира.
През Болярско минава третокласният републикански път III-5503, който на изток води към Ямбол и село Роза с отклонение и към село Безмер, а на югозапад през село Бояджик – към кръстовище с третокласния републикански път III-6601 (Кермен – Скалица – Елхово) и от там – към околните села Златари, Гълъбинци, Межда и други.
Населението на село Болярско, наброявало 1073 души към 1934 г. и 1192 към 1946 г., намалява до 303 (по текущата демографска статистика за населението) към 2019 г.
При преброяването на населението към 1 февруари 2011 г. от обща численост 317 лица за 307 лица е посочена принадлежност към „българска“ етническа група.

## История
След края на Руско-турската война 1877 – 1878 г., по Берлинския договор селото остава на територията на Източна Румелия. От 1885 г. – след Съединението, то се намира в България с името Èмирлии. Преименувано е на Болярско през 1934 г.
В Държавния архив – Ямбол, се съхраняват документи на/за Народно основно училище (НОУ) „Христо Ботев“ – село Болярско от периода 1927 – 1993 г.
В Държавния архив – Ямбол, се съхраняват документи на/за Трудово кооперативно земеделско стопанство (ТКЗС) „Илия Каракачанов“ – село Болярско, Ямболско. Структурите, през които то преминава след учредяването му през 1950 г. според промените в наименованието на фондообразувателя и периодите, от които е съхранената документация, са:
- ТКЗС „Илия Каракачанов“ – село Болярско (1950 – 1958);
- Производствен участък при Обединено трудово кооперативно земеделско стопанство – село Роза, Ямболско, виж фонд № 769 (1958 – 1975);
- Комплексна бригада – село Болярско при АПК – Ямбол, виж фонд № 895 (1975 – 1987);
- Бригада за селскостопанско производство – село Болярско (1987 – 1992);
- ТКЗС в ликвидация – село Болярско (1992 – 1993);
- Земеделска производителна кооперация „Тракия“ – село Болярско (1993 – 1994).

## Обществени институции
Село Болярско към 2020 г. е център на кметство Болярско.
В село Болярско към 2020 г. има:
- действащо читалище „Пробуда 1930“;[11][12]
- действаща само на големи религиозни празници православна църква „Света Богородица“;[13]
- пощенска станция.[14]

## Икономика
В селото е разположена птицеферма на „Градус“ АД.

## Редовни събития
Всяка година на 24 май в селото има събор.

## Личности
- Иван Колев – скулптор, почетен гражданин на община „Тунджа“
- Атанас Димитров – борец срещу фашизма. В Болярско на центъра има издигнат негов паметник.

## Други
В село Болярско е открит нов параклис по програма за развитие на селските райони. През 2008 г. е открит нов дом за стари хора по програма на ЕС.